# Unione Sportiva Pro Vercelli 1993-1994
Questa voce raccoglie le informazioni riguardanti l'Unione Sportiva Pro Vercelli nelle competizioni ufficiali della stagione 1993-1994.

## Stagione
Nella stagione 1993-1994 la Pro Vercelli disputò il Campionato Nazionale Dilettanti. Ottentndo il primo posto nel girone A e conquistando lo Scudetto Dilettanti, divenendo l'unica squadra italiana ad aver conquistato uno scudetto sia tra i professionisti che tra i dilettanti.

## Risultati

### Poule scudetto

#### Finale
| Arbitro: | Bertini (Arezzo) |

|                                        |           |                     |
| Minuti 13’ De Feudis 32’ Palladino 64’ | Marcatori | 67’ Weffort 83’ Col |

| Arbitro: | Paparesta (Bari) |

|            |           |  |
| Artico 89’ | Marcatori |  |